# Trichosalpingus obscurus
Trichosalpingus obscurus is een keversoort uit de familie Mycteridae. De wetenschappelijke naam van de soort is voor het eerst geldig gepubliceerd in 1893 door Blackburn.